# Reader's Digest

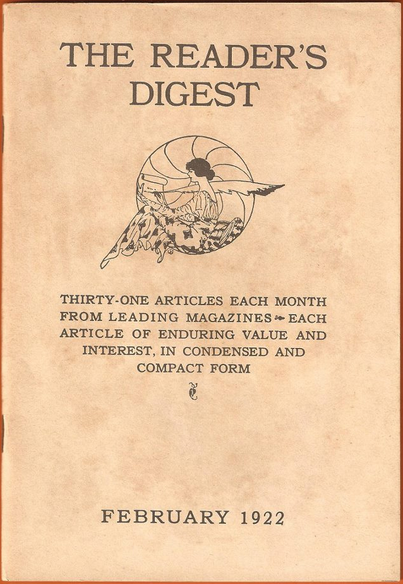
Prima revistă Reader's Digest, publicată în februarie 1922.

Reader's Digest este o revistă americană înființată în anul 1922 de către DeWitt Wallace și Lila Bell Wallace. Numele revistei înseamnă în traducere liberă "culegere de  rezumate pentru cititor". În România, se înființează editura din București în anul 2004, iar în octombrie 2005 revista a început publicarea.
În anul 1996, revista avea un tiraj de 28 milioane de exemplare lunar în întreaga lume, din care 15 milioane în Statele Unite.
În anul 2006, revista avea un tiraj de 18 milioane de exemplare lunar în întreaga lume, din care 9,6 milioane în Statele Unite.
În anul 2007, The Reader's Digest Association (compania care deține revista) a fost cumpărată de compania de private equity Ripplewood Holdings Company pentru suma de 2,8 miliarde dolari.